# هریس زامبارلوکس
هَریس زامبارلوکس (به انگلیسی: Haris Zambarloukos؛ زادهٔ ۱۱ مارس ۱۹۷۰) فیلم‌بردار اهل قبرس است.
زامبارلوکس، همکاری‌های متعددی با کارگردان، کنت برانا داشته‌است.

## فیلم‌شناسی
| سال  | نام فیلم                  | کارگردان         | سِمَت       |
| ۲۰۰۱ | نوع کشتن                  | پال ساروسی       | فیلم‌بردار |
| ۲۰۰۴ | عشق پاینده                | راجر میشل        | فیلم‌بردار |
| ۲۰۰۵ | بهترین مرد                | استفان شوارتز    | فیلم‌بردار |
| ۲۰۰۶ | ونوس                      | راجر میشل        | فیلم‌بردار |
| ۲۰۰۷ | به مبارزه طلبیدن مرگ      | گیلیان آرمسترانگ | فیلم‌بردار |
| ۲۰۰۷ | کارآگاه                   | کنت برانا        | فیلم‌بردار |
| ۲۰۰۸ | مرد دیگر                  | ریچارد ایر       | فیلم‌بردار |
| ۲۰۰۸ | ماما میا!                 | فیلیدا لوید      | فیلم‌بردار |
| ۲۰۱۱ | ثور                       | کنت برانا        | فیلم‌بردار |
| ۲۰۱۳ | لاک                       | استیون نایت      | فیلم‌بردار |
| ۲۰۱۴ | جک رایان: سرباز سایه      | کنت برانا        | فیلم‌بردار |
| ۲۰۱۵ | سیندرلا                   | کنت برانا        | فیلم‌بردار |
| ۲۰۱۶ | نگاه آسمانی               | گوین هود         | فیلم‌بردار |
| ۲۰۱۷ | قتل در قطار سریع‌السیر شرق | کنت برانا        | فیلم‌بردار |
| ۲۰۲۰ | آرتمیس فاول               | کنت برانا        | فیلم‌بردار |
| ۲۰۲۰ | مرگ بر روی نیل            | کنت برانا        | فیلم‌بردار |
| ۲۰۲۱ | بلفاست                    | کنت برانا        | فیلم‌بردار |
| ۲۰۲۳ | مگ ۲: گودال               | بن ویتلی         | فیلم‌بردار |
| ۲۰۲۳ | یک جن‌زدگی در ونیز         | کنت برانا        | فیلم‌بردار |
| ۲۰۲۴ | بیتل‌جوس بیتل‌جوس           | تیم برتون        | فیلم‌بردار |
| ---- | ------------------------- | ---------------- | --------- |